# Jack Sikma
Jack Wayne Sikma, né le 14 novembre 1955 à Kankakee dans l'Illinois, est un joueur américain de basket-ball actif professionnellement de 1977 à 1991 au poste de pivot.

## Biographie
Drafté au 8e rang en 1977 par les Supersonics de Seattle à sa sortie de l'université Illinois Wesleyan, Sikma fut nommé dans la All-Rookie team lors de la saison NBA 1977-1978. Il a obtenu sept sélections au NBA All-Star Game (de 1979 à 1985) et a remporté un titre de champion NBA lors de la saison NBA 1978-1979 avec les Sonics, où Sikma faisait partie de l'équipe talentueuse de Seattle avec Dennis Johnson, Gus Williams et Paul Silas. Sikma a toujours réussi 10 points de moyenne en carrière, et après son départ des Sonics, il réussit à maintenir cette performance avec les Bucks de Milwaukee lors de ces cinq dernières saisons. Sikma a inscrit 17287 points et capté 10816 rebonds au total en carrière.
Sikma fut l'un des meilleurs shooteurs chez les pivots de l'histoire de la NBA. Il détient cette rare performance d'avoir été leader de la ligue au pourcentage de lancers-francs (92,2 %) alors qu'il jouait au poste de pivot lors de la saison NBA 1987-1988 et réalisa une moyenne de 84,9 % en carrière.  Sikma inscrivit plus de 200 tirs à 3 points lors de sa carrière avec un pourcentage de 32,8 %.
Outre ses capacités au tir, Sikma fut leader de la NBA aux rebonds défensifs lors des saisons 1981-1982 et 1983-1984 alors qu'il jouait à Seattle.
Sikma devint plus tard entraîneur adjoint aux SuperSonics.
En juin 2007, Jack Sikma fut engagé par les Rockets de Houston en tant qu'entraîneur adjoint de Rick Adelman. Il fut chargé d'un rôle de "tuteur" pour Yao Ming afin de développer ses capacités de pivot.
Son fils Luke est aussi joueur de basket-ball.

## Pour approfondir
- Liste des joueurs en NBA ayant joué plus de 1 000 matchs en carrière.
- Liste des meilleurs marqueurs en NBA en carrière.
- Liste des meilleurs rebondeurs en NBA en carrière.
- Liste des joueurs de NBA avec 9 interceptions et plus sur un match.